# 年齡之增
《年齡之增》（拉丁語：Ingravescentem aetatem；拉丁語發音：[iŋɡraveˈʃentem eˈtatem]）是教宗保祿六世於1970年11月21日發佈的自動手諭。這份手諭有8個章節，手諭的拉丁語名稱來自其開首語。這份手諭確立只有未達80歲的樞機才可以參加教宗選舉秘密會議。
教宗本篤十六世於2013年宣佈辭去教宗一職並以一句作為自己辭職的原因。這一句源自這份手諭的拉丁語名稱。

## 內容
保祿六世在這份自己發出的自動手諭中修改了關於樞機參與教宗選舉秘密會議時要遵守的規矩及就樞機的部分職責設下年齡限制。1966年發表的《聖教會》透過年齡限制而將教會領導層的年齡層改變。其中一例便是將總主教和主教的退休年齡限為75歲。這份自動手諭是改變年齡層計劃的其中一部分。
他規定只有未達80歲的樞機才可以參加教宗選舉秘密會議，已達80歲的樞機會喪失「參加選舉秘密會議」之權。另外，年滿80歲的樞機在羅馬教廷部會和與聖座及梵蒂岡有關機構的成員會籍會被終止。
這份手諭同時要求年滿75歲的梵蒂岡各部門首長要「自願」提出請辭並表示教宗會就每宗請辭案來決定是否接受辭呈。
樞機不會因為年滿80歲而必須離開樞機團。這份手諭表明這些年滿80歲的樞機可以在選舉秘密會議開始之前參與為期數天的討論。另外，手諭也容許其他樞機暫代無法參與選舉秘密會議的樞機的職務，其中一例是樞機團團長。此外，各樞機需要就一些職位空缺（如總務樞機）而推舉一個人繼任。
當保祿六世於1975年發佈《揀選羅馬主教》的時候，他除了設立選舉秘密會議的規例之外，亦有重申年過80歲的樞機並不可以參加選舉秘密會議。

## 影響
當手諭於1971年1月1日生效之時，有25位樞機喪失投票權。其中11人為意大利人。擁有投票權的樞機由127人降到102人，而具有投票權的意大利樞機則由38人降到27人。
阿爾夫雷多·奧塔維安尼樞機在新規定發佈前一個月年滿80歲，他表示教宗「漠視了數百年的傳統」並希望教宗「不要放棄他的樞機」。時任樞機團團長恩仁·蒂瑟朗特反對以樞機的年齡來決定他們是否適合管理天主教會並指當時已年屆73歲的保祿六世身體差。雖然手諭被指減低教會內保守派在樞機團的勢力，但新例令阿希勒·利耶納爾特和若瑟·弗林兩位在梵蒂岡第二次大公會議裡被視作開明派的領袖無法參與選舉秘密會議。《紐約時報》表示有人指保祿六世可能會在75歲的時候辭去教宗職務。保祿六世於1965年5月2日曾寫過一封辭職信，預料自己可能無法出任教宗到至死一刻。在這封寫給樞機團團長的信中，保祿六世表示如果他「身體虛弱且被認為是無法治癒或持續時間長及阻礙自己充分行使宗徒的工作；又或者身在另一個嚴重和長期阻礙的情況下」會「辭去羅馬主教和天主教會最高領導人的職務」。
1978年8月的選舉秘密會議是首次應用保祿六世所設規例的教宗選舉秘密會議，當時共有15位樞機因為年齡因素而喪失投票權。2005年選舉教宗期間則有66位樞機喪失投票權。已喪失投票權的葛錫迪樞機當時為參與選前會議而從澳洲出發，他表示保祿六世容許年老之人缺席選舉秘密會議之舉是一種仁慈的行為。除此之外，他指「行動不便的樞機參與選舉秘密會議之景（...）會令人們懷疑他們是否適合參與投票」。
教宗若望·保祿二世於1996年2月22日頒佈的《主的普世羊群》修改了年齡限制，教宗離世或辭職之前已達80歲的樞機將不能參與選舉秘密會議。

## 腳註及參考文獻

### 腳註
1. ↑  Paolo PP. VI, 1970.
2. ↑  Benedictus PP. XVI. . Libreria Editrice Vaticana. 2013-02-11  [2018-08-26]. （原始内容存档于2018-08-26） （拉丁语）.
3. ↑  Faggioli, Massimo. . Paulist Press. 2015  [2018-08-26] （英语）.
4. ↑  Allen Jr., John L. . Random House. 2002: 79 （英语）.
5. ↑  Pope Paul VI, 1966, para. 11.
6. ↑  Paolo PP. VI, 1970, II.2.
7. ↑  Paolo PP. VI, 1970, II.1.
8. 1 2  Beal, John P.; Coriden, James A.; Green, Thomas J. (编). . Paulist Press. 2000: 472 & 712  [2018-08-26] （英语）.
9. ↑  . Catholic Herald. 2018-02-16  [2018-08-26]. （原始内容存档于2018-08-26） （英语）.
10. ↑  Paolo PP. VI, 1970, I.
11. ↑  Paolo PP. VI, 1970, V.
12. ↑  Paolo PP. VI, 1970, VII.
13. ↑  Paolo PP. VI, 1970, VI.1.
14. ↑  Paulus PP. VI, 1975.
15. 1 2 3  Hoffman, Paul. . New York Times. 1970-11-24  [2018-08-26]. （原始内容存档于2018-08-26）.
16. ↑  Friendly Jr., Alfred. . New York Times. 1970-11-27  [2018-08-26]. （原始内容存档于2018-08-26） （英语）.
17. ↑  . UPI (Kingsport Times). 1970-11-26: 1  [2018-08-30]. （原始内容存档于2018-08-30） （英语）.
18. 1 2  Pham, John-Peter. . Oxford University Press. 2004  [2018-08-26] （英语）.
19. ↑  Wooden, Cindy. . The Tablet. Catholic News Service. 2018-05-16  [2018-08-26]. （原始内容存档于2018-07-04）.
20. ↑  Hofmann, Paul. . New York Times. 1978-08-09  [2018-08-26]. （原始内容存档于2018-08-26） （英语）.
21. ↑  Walsh, Mary Ann. . Rowman & Littlefield. 2005: 96  [2018-08-26] （英语）.
22. ↑  John Paul II, 1996, para. 33.